# John Philip Sousa
John Philip Sousa (6 tháng 11 năm 1854 - 6 tháng 3 năm 1932) là nhà soạn nhạc, nhạc trưởng người Mỹ và là người đã từng phục vụ trong Quân đội Hoa Kỳ của thời đại lãng mạn. Sousa được mệnh danh là "Vua của nhạc Hành khúc". Ông nổi tiếng vì các bản nhạc King Cotton March, The Gladiator March, The Liberty Bell March, Washington Post March, The Thunderer, The Stars and Stripes Forever March và rất nhiều tác phẩm nổi tiếng khác vào thế kỉ 19 và 20.